# نعراوات
النعراوات (الاسم العلمي: Tabaninae) هي أسرة من الحشرات تتبع فصيلة النعرية من رتبة الذوات الجناحين.

## أجناس
- النعرة